# Elevator (film)
Pour les articles homonymes, voir Elevator.
Pour plus de détails, voir Fiche technique et Distribution.
Elevator est un film d'angoisse réalisé par Stig Svendsen et sorti en 2011.

## Synopsis
Neuf personnes montent à bord d'un ascenseur dans un gratte-ciel de New York comportant 52 étages. Ils se rendent au dernier étage pour participer à une fête d'entreprise. Sont présents : Henry Barton, le PDG accompagné de Madeline sa petite fille de 10 ans, trois traders, Martin, Celine (enceinte), et Don accompagné de sa fiancée Maureen, journaliste. Il y a également un agent de sécurité, Mohammed, un humoriste chargé d'animer la soirée, Georges, et Jane une femme d'un certain âge, cliente de Barton.
En montant, George, un claustrophobe, panique, invective Mohammed en raison de son aspect basané et au 49e étage, Madeline appuie sur le bouton d'arrêt d'urgence pour le tourmenter. L'ascenseur est bloqué, Henry appuie sur les boutons, mais l'ascenseur ne descend que de quelques pieds et s'arrête de nouveau. Henry appuie sur le bouton d'appel et alerte la sécurité qui déclare dépêcher une équipe de maintenance.
En attendant de l'aide, le groupe se parle. Jane, qui affirme que son fils est décédé en Irak l'année précédente, se confronte à Henry et affirme que son mari a tout perdu parce que Barton Investments a lancé des obligations toxiques. Dans sa colère, elle avait prévu de « faire un point » à la fête. Soudain, Jane s'effondre et meurt d'une crise cardiaque, mais avant de mourir, elle avoue qu'elle a une bombe. Après quelques atermoiements, Céline examine le corps de Jane et trouve la bombe fixée autour de sa taille au moyen d'un antivol de bicyclette. Don cherche un moyen de sortir par le plafond, sans succès.
Don empêche Céline de fumer, celle-ci lui réplique sèchement qu'il devient un "père inquiet. Maureen demande des explications. Don avoue qu'il est peut-être le père de l'enfant à naître de Céline. Maureen est désemparée. Henry appelle de nouveau la sécurité, mais il les met en colère et ils cessent de répondre. Maureen documente les événements avec son téléphone et les envoie à sa chaîne de télévision, qui enregistre le récit et commence à diffuser les images qu'elle a capturées.
Don tente de sortir en écartant la porte glissante. L'ouverture est trop petite, mais il utilise la canne de Jane pour appuyer sur le bouton d'appel d'ascenseur. En même temps, Madeline, très dissipée appuie sur plusieurs boutons du panneau de commande. Les freins de l'ascenseur se désactivent et le bras de Don est coupé lorsque l'ascenseur chute de plusieurs étages. Mohammed utilise une cravate comme garrot pour ralentir la perte de sang. Henry est confus et étourdi. George suggère qu'ils ouvrent à nouveau les portes pour voir si l'ascenseur est aligné avec un étage dans leur chute, mais ils découvrent que l'ascenseur s'est arrêté entre deux étages. Martin affiche les nouvelles locales sur son téléphone et ils regardent une interview en direct du fabricant de bombes. Cet homme explique ses motivations et indique que la bombe explosera dans dix minutes.
Désespéré, George suggère de démembrer le corps de Jane pour la séparer de la bombe et la jeter dans le puits d'ascenseur. Quand il perd ses nerfs, Henry, en colère, prend le relais et promet à chaque personne 1 million de dollars si elles survivent. Alors qu'ils tentent d'arracher la bombe, un agent de sécurité de l'interphone leur dit que l'escouade anti-bombe est là et qu'elle est en train d'abaisser l'ascenseur. Ils ouvrent les portes, font une petite ouverture et s'aident mutuellement à s'échapper. Lorsqu'il ne reste plus que Martin, il sait que l'ouverture n'est pas assez grande pour qu'il puisse passer. George ordonne désespérément aux secours de descendre l'ascenseur pour secourir Martin. Alors qu'ils abaissent l'ascenseur jusqu'au sous-sol pour le faire sortir, Martin pleure, sachant que sa mort est imminente. Avant que la bombe n'explose, il retrouve son calme et se rend compte qu'il est le héros puisqu'il a aidé tout le monde à survivre.
Don est emmené à l'hôpital. George et Mohammed ont une brève discussion à l'extérieur de l'immeuble. Un journaliste interviewe George qui se donne le beau rôle oubliant qu'avant d'être solidaire de ses compagnons sa conduite avait été exécrable. Ill reçoit un coup de fil de sa femme qui lui demande s'il a pensé à rapporter du papier toilettes.

## Fiche technique
- Réalisation : Stig Svendsen
- Production : Marc Rosenberg
- Scénario : Marc Rosenberg
- Musique : Herman Christoffersen,  Bjørnar Johnsen
- Photographie : Alain Betrancourt
- Dates de sortie :
  - 20 janvier 2011 (Festival international du film de Tromsø)  Danemark
  - 11 juillet 2012  États-Unis
- Durée : 84 minutes
- Pays :  États-Unis
- Langue : Anglais
- Genre : Angoisse

## Distribution
- Christopher Backus : Don Handley, gestionnaire de fonds communs de placement chez Barton, fiancé de Maureen
- Aníta Briem : Celine Fouquet, employée de fonds communs de placement chez Barton, enceinte.
- John Getz : Henry Barton, PDG de Barton Investments.
- Shirley Knight : Jane Redding, veuve et ruinée à la suite d'investissements toxiques chez Barton.
- Rachel et Amanda Pace : Madeline Barton, petite-fille de 10 ans de Henry Barton.
- Devin Ratray : Martin Gossling, gestionnaire de fonds communs de placement chez Barton. En surpoids
- Joey Slotnick : George Axelrod, un comédien claustrophobe chargé d'animer la soirée.
- Tehmina Sunny : Maureen Asana, journaliste d'investigation pour une chaîne d'information locale, fiancée de Don.
- Waleed Zuaiter : Mohammed, un agent de sécurité
- Michael Mercurio : artificier